# 영시 (시)
영시(English poetry)는 영어로 쓰여졌으며 대영 제국에서 온 시를 총칭하는 말이다.  하지만, 1922년 12월 이후에 아일랜드 공화국을 포함한 영어를 통용하는 다른 나라들은 포함하지 않는다.   가장 오래된 영시로는 앵글로색슨어로 쓰여졌고, 7세기 초반에 쓰여진 시로 현대 영어 전에 쓰여졌다.

## 빅토리아 시대
빅토리아 시대는 정치적, 사회적, 경제적인 변화가 활발했으며, 미국 식민지를 잃어버린 것에서 회복되는 시기며 빠른 확장의 시기에 접어드는 때였다.  또한, 산업화의 증가와 기계화로 인한 확장으로 경제적 성장의 시기로 이어졌다.  

### 주요시인들
- 존 클레어
- 앨프리드 테니슨 경
- 로버트 브라우닝
- 엘리자베스 배럿 브라우닝
- 매슈 아널드
- 크리스티나 로제티
- 단테 가브리엘 로세티
- 로버트 루이스 스티븐슨
- 오스카 와일드
- W. B. 예이츠
- 러디어드 키플링
- 토머스 하디
- 제라드 맨리 홉킨스

## 같이 보기
- 영문학
- 영국 문학
- 이미지즘
- 시인 코너